# Ромски џез
Ромски џез (енгл. Gypsy jazz) музички је жанр џеза, створио га је ромски гитариста Џанго Ренарт (1910—1953), у сарадњи са Стефаном Грапелијем (1908–1997). Будући да је пореклом из Француске, Ренарт је припадао групи француских Синтија. Ромски џез се често назива jazz manouche, или алтернативно manouche jazz у изворима на енглеском језику. Неки научници примећују да стил није добио назив manouche тек крајем 1960-их; назив ромски џез почео је да се користи крајем 1990-их.
Ренарт је био најистакнутији међу групом ромских гитариста који су радили у Паризу од 1930-их до 1950-их. У групи су била браћа Баро, Саране и Матело Ферет и Ренартов брат Жозеф. Иако су се његове колеге гитаристи, такође, понекад представљали као солисти у сопственим групама⁠, Ренарт је универзално признат као најистакнутији импровизатор међу њима, као и зачетник (око 1934. године надаље) стила hot свирања гитаре који се данас генерално сматра архетипом гитаре ромског џеза.
Стил је био популаран у Француској и, преко снимака и наступа оригиналног Quintette, у другим европским земљама пре и непосредно после Другог светског рата, али је популарност опала при крају века, замењен би-бапом и рокенролом. Међутим, оживео је од 1970-их надаље међу извођачима и публиком на фестивалима, посебно Џанго Рајнхарт који је започет 1968. у Француској (место последњег пребивалишта Ренарта) и наставља се до данас.